# ユキヒメドリ
ユキヒメドリ（雪姫鳥、学名：Junco hyemalis）は、スズメ目ホオジロ科に分類される鳥類の一種。